# 卡門德爾達連
卡門德爾達連是哥倫比亞的城鎮，位於該國西部，由喬科省負責管轄，始建於2000年9月22日，面積4,700平方公里，2005年人口4,191，人口密度每平方公里0.89人。
7°52′58″N 76°37′55″W / 7.88278°N 76.6319°W